# برج گری کوه
برج گری کوه برجی است تاریخی واقع در شمال شهر کوهیج از توابع بخش مرکزی شهرستان بستک در غرب استان هرمزگان، یکی از آثارهای تاریخی و از نقاط دیدنی استان هرمزگان در جنوب ایران است.
برج گری کوه در فاصلهٔ ۴۰ کیلومتری غرب شهر بستک قرار دارد. بنای برج در سه طبقه ساخته شده‌است، و ارتفاع کلی آن ۹۱۵ سانتی‌متر است، نقشهٔ بنا به شکل مستطیلی است با درازی ۷۰۶ و پهنای ۳۵۵ سانتی‌متر که در جهت شرقی غرب قرار دارد. بنا از سنگ‌های قلوه و ملاط ساروج ساخته شده‌است، و پوشش دیوارها نیز از ساروج است. بر روی دیوار طبقهٔ دوم بنا کتیبه‌ای وجود دارد که سنهٔ ۱۳۲۹ را نشان می‌دهد، این کتیبه اگر مربوط به زمان ساخت بنا باشد، بیانگر قدمتی بیش از ۹۰ سال است و آن را به دورهٔ قاجار می‌رساند، ولی ممکن است بنا مربوط به زمان قدیمی تری مثلاً دورهٔ صفویه باشد و این کتیبه مربوط به زمان تعمیرات بعدی ساختمان برج باشد. با توجه به محل قرار گیری بنا در مسیر جادهٔ بندر لنگه _ لار و وجود تعداد زیادی کاروانسرای صفوی در این مسیر، احتمال صفوی بودن بنا بیشتر است. بنای برج کارکرد نظامی، حفاظتی و امنیتی داشته‌است.